# Política de Transnistria

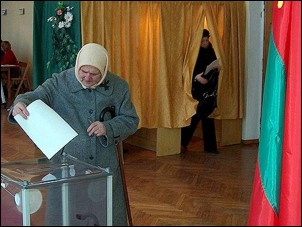
Una mujer votando en Transnistria.

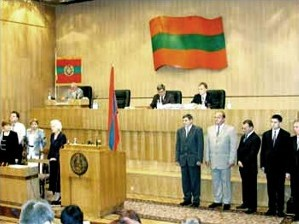
El Consejo Supremo de Transnistria.

Las elecciones en Transnistria son multipartidistas y se celebran cada cinco años. Los principales partidos políticos son:
- República
- Renovación
- Partido Comunista Transnistrio (PCT)
- Partido Comunista de Transnistria (PCDT)
- Poder de la Gente
- Unidad
- Retorno
- Partido Patriótico de Transnistria
- Partido Democrático Liberal de Transnistria
- Proriv

Las elecciones presidenciales celebradas el 9 de diciembre de 2001, arrojaron una clara victoria del candidato Igor Smirnov, al obtener el 81,9% de los sufragios, perteneciente al nacionalista partido República, frente al 4,9% obtenido por Tom Zenovich de Renovación, y el 4,6% cosechado por Alexander Radchenko del partido Poder de la Gente; sin embargo, las elecciones legislativas del 11 de diciembre de 2005, dieron como ganador al partido opositor Renovación, que obtuvo 29 escaños, frente a los 13 de República. Los candidatos independientes consiguieron solo 1 escaño.
Las elecciones presidenciales celebradas el 10 de diciembre de 2006, otorgaron nuevamente una aplastante victoria a República, siendo Igor Smirnov reelecto presidente con el 82,4% de los votos. El segundo puesto lo ocupó la alianza conformada por los comunistas PCT-PCDT, quienes consiguieron el 8,1% del total de sufragios. Sólo el 3,5% de los votos fueron "contra todos los candidatos", en blanco o nulos.
En la primera vuelta de las elecciones celebradas el 11 de diciembre de 2011, el candidato independiente Yevgeny Shevchuk obtuvo el 38,5%, seguido por Anatoliy Kaminski del partido Renovación con 26,3% y por, el entonces presidente, Igor Smirnov con 24,7%. Finalmente, en la segunda vuelta el 25 de diciembre Yevgeny Shevchuk obtuvo el 73.8% de los votos.